# Phú Xuyên, Hà Nội
Phú Xuyên là một xã thuộc thành phố Hà Nội, Việt Nam. Trước đây khu vực này bao gồm thị trấn huyện lỵ của huyện Phú Xuyên cũ.

## Lịch sử
Thị trấn Phú Xuyên được thành lập năm 1986 trên cơ sở giải thể xã Liên Hòa.
Ngày 16 tháng 6 năm 2025, Quốc hội Việt Nam quyết định ắp xếp toàn bộ diện tích tự nhiên, quy mô dân số của thị trấn Phú Minh, thị trấn Phú Xuyên, Hồng Thái, Nam Phong, Nam Tiến, Quang Hà (thuộc huyện Phú Xuyên cũ), Minh Cường, Văn Tự (huyện Thường Tín cũ), một phần các xã Tô Hiệu và xã Vạn Nhất (huyện Thường Tín cũ) thành xã mới có tên gọi là xã Phú Xuyên.